# Костохори
Костохо̀ри (на гръцки: Κωστοχώρι, катаревуса Κωστοχώριον, Костохорион, понякога Κουστοχώρι, Кустохори или Κουτσοχώρι, Куцохори) е село в Република Гърция, дем Бер (Верия), област Централна Македония.

## География
Селото е разположено в източните склонове на планината Каракамен (Вермио) на 680 m надморска височина, на 10 km северозападно от демовия център Бер (Верия).

## История

### В Османската империя
Църквата „Свети Атанасий“ е от XV век. Край селото е параклисът „Преображение Господне“, някогашният манастир „Света Богородица Мелисиу“, изграден в 1745 година. От същата 1745 година е и енорийската църква „Св. св. Петър и Павел“ в селото.
В XIX век Костохори е село в Берска каза на Османската империя. В 1900 година според Васил Кънчов („Македония. Етнография и статистика“) в Костемаръ живеят 55 гърци християни. По данни на секретаря на Българската екзархия Димитър Мишев („La Macédoine et sa Population Chrétienne“) в 1905 година в Костемар (Kostemar) има 55 гърци.
В 1910 година в Костохори (Κωτσοχώρι) има 65 жители патриаршисти.
При преброяването в 1912 година селото е отбелязано с език гръцки и религия християнска.

### В Гърция
През Балканската война в 1912 година в селото влизат гръцки части и след Междусъюзническата в 1913 година Костохори остава в Гърция. Селото не фигурира в преброяването от 1913 година.
В 1922 година в селото са заселени понтийски гърци бежанци от Турция. В 1928 година Костохори е бежанско селище с 35 бежански семейства и 105 жители бежанци.
Жителите му мигрират към големите градове.
| Година    | 1913 | 1920 | 1928 | 1940 | 1951 | 1961 | 1971 | 1981 | 1991 | 2001 | 2011 | 2021 |
| --------- | ---- | ---- | ---- | ---- | ---- | ---- | ---- | ---- | ---- | ---- | ---- | ---- |
| Население |      | 9    | 115  | 186  | 133  | 93   | 20   | 99   | 136  | 108  | 52   | 30   |